# Szlachtowski Potok
Szlachtowski Potok – potok, prawostronny dopływ Grajcarka.
Potok płynie w Beskidzie Sądeckim, w Paśmie Radziejowej. Jego źródło znajduje się na południowym stoku Starego Wierchu, na wysokości ok. 750 m n.p.m. Potok płynie stąd przeważnie na południowy zachód, jedynie w biegu środkowym na odcinku kilkuset metrów – na południe. Jego dolina dzieli południowy stok Starego Wierchu, będący zakończeniem grzbietu odbiegającego z Prehyby w kierunku południowym, na dwa asymetryczne grzbiety. Uchodzi do Grajcarka jako jego prawy dopływ w miejscowości Szlachtowa (ok. 520 m n.p.m.).
Zlewnia Szlachtowskiego Potoku znajduje się w granicach wsi Szlachtowa w województwie małopolskim, w powiecie nowotarskim, w gminie miejsko-wiejskiej Szczawnica.